# Atychoria
Atychoria är ett släkte av skalbaggar. Atychoria ingår i familjen vivlar.
Kladogram enligt Catalogue of Life:
| Atychoria | \| \| Atychoria funesta \| \| \| \| \| \| Atychoria halmaturina \| \| \| \| |
|           | \| \| Atychoria funesta \| \| \| \| \| \| Atychoria halmaturina \| \| \| \| |
|           | Atychoria funesta                                                           |
|           |                                                                             |
|           | Atychoria halmaturina                                                       |
|           |                                                                             |